# Замок Эренберг (Ройтте)
Эренберг — руины средневекового замка в Тироле, рядом с посёлком Ройтте.
В XIII веке область вокруг Ройтте большей частью принадлежала роду Гогенштауфенов. К концу столетия права господства перешли к вдове Конрада IV. А затем как приданое достались тирольскому графу Мейнхарду II.
Замок в Ройтте был возведён около 1290 года. В этом году граф Майнхард передал князю-епископу Аугсбурга свой замок Фалькенштайн, что могло стать причиной для возведения нового сооружения. Генрих фон Штаркенберг — первый комендант замка, упоминается в 1293 году.
В 1352 году замком владел герцог Конрад фон Тек, маркграф Тироля. В 1354 году замок перешел как залог герцогу Альбрехту II Австрийскому, который передал его в 1362 году Конраду фон Фрайбергу, вице-канонику Верхней Баварии. В 1365 году Австрия снова выкупила заложенный замок.
В 1523 году он перешёл снова к Габсбургам и был значительно укреплён: его гарнизон доходил до 1000 человек. В ходе Шмалькальденской войны был захвачен войском мятежных курфюрстов и отбит имперцами.
В 1716 году именно здесь укрывался некоторое время бежавший от отцовского гнева царевич Алексей Петрович — которого император Карл VI, после переговоров, выдал, однако же, Петру Толстому.
В начале XIX века замок был захвачен и разрушен наполеоновскими войсками.